# Гелен Гардін
Ге́лен Га́рдін (англ. Helen Hardin, відома також як Tsa-sah-wee-eh (Маленька ялинка, що стоїть); 28 травня 1943, Альбукерке — 9 червня 1984) — американська художниця індіанського походження.

## Життєпис
Її батьками були художниця Пабліта Веларде (англ. Pablita Velarde) та колишній шеф громадської безпеки Герберт Гардін (англ. Herbert Hardin). Першою мовою для Гелен була тева.
Ранні праці Гелен Гардін характеризують як традиційно реалістичні. Досить швидко її роботи здобули визнання. Великим проривом у її ранній кар'єрі була особиста виставка в Боґоті, де було продано 27 картин.
Гелен Гардін відома як авторка комплексу кольорових зображень та символів зі спадщини індіанців, оформлених за допомогою абстракції. В її працях часто об'єднано культури мімбрес та анасазі, прикладом чого є автопортрет Metamorphosis 1981 року.
Гелен померла від раку молочної залози у віці 41 року. Її дочка Марґарет Беґшоу, художниця, має власну галерею у центральній частині Санта-Фе, де експонують роботи Гелен Гардін, Пабліти Веларде та самої Марґарет Беґшоу.